# Маркуш Паулу Алвіш
Маркуш Паулу Алвіш (порт. Marcos Paulo Alves; нар. 11 травня 1977, Дорезополіс) — колишній бразильський футболіст, що виступав на позиції півзахисника.
Насамперед відомий виступами за національну збірну Бразилії, у складі якої є володарем Кубка Америки та фіналістом Кубка конфедерацій. Також тривалий час виступав за «Крузейру», з яким став дворазовим володарем Кубка Бразилії, володарем Кубка Лібертадорес та переможцем Рекопи Південної Америки.

## Клубна кар'єра
У дорослому футболі дебютував 1996 року виступами за команду клубу «Крузейру», в якій провів п'ять сезонів. З 1996 по 1997 роки виступав виключно в чемпіонаті та кубку штату. З 1998 року почав залучатися до ігор і головної команди, а згодом закріпився в основному складі. Загалом взяв участь у 69 матчах бразильського чемпіонату. За цей час виборов титул володаря Кубка Бразилії, ставав володарем Кубка Лібертадорес. Завдяки впевненій грі почав залучатися до олімпійської та національної збірної Бразилії. У 2001 році був визнаний найкращим півзахисником бразильського чемпіонату та отримав виклик до національної збірної. Успішна гра в Бразилії була помічена клубами з Європи.
У 2001 році був відправлений в оренду в «Удінезе», але у нього були великі труднощі в адаптації, і труднощі в колективі. В Італії нова команда Маркуша боролася за виживання, сам гравець з такою ситуацією зіткнувся вперше. Наприкінці сезону почав демонструвати стабільну гру, завдяки чому періодично потрапляв до основного складу. Тим не менше Алвіш не зміг виправдати надії, які на нього покладалися. «Удінезе» ж вдалося завершити сезон з перевагою в одне очко від зони вильоту. Маркуш зіграв 14 матчів та відзначився 1 голом. Проте керівництво «Удінезе» вирішило не витрачати величезної суми на трансфер гравця.
У сезоні 2002/03 років гравець продовжив на правах оренди виступати в Європі. У 2002 році був відправлений в інший клуб, «Спортінг» (Лісабон). У «Спортінгу» на той час виступали двоє сильних півзахисників оборонного плану, Паулу- та Руї Бенту. Проте Маркуш не зміг витіснити жодного з вище вказаних гравців, тому зіграв всього в трьох матчах чемпіонату Португалії, але в той же час у футболці португальського клубу виступав у Лізі чемпіонів і Кубку УЄФА.
Розчарований відсутністю стабільної ігрової практики вже через півроку він повернувся до Бразилії й у 2003 році приєднався до «Греміо», де зміг завоювати місце в основі. На той час клуб розташовувався в середині зони вильоту, тому терміново шукаав гравців для підсилення команди. Маркуш Паулу одразу ж став гравцем основий й за підсумками сезону зіграв 15 матчів зі стартових хвилин. Проте відзначитися забитими м'ячами не зумів.
Під час сезону 2003/04 років знову повернувся до Європи. Цього разу підписав контракт з клубом «Маккабі» (Хайфа) (у сезоні 2002/03 років ізраїльський клуб виграв чемпіонство лише за різницею забитих і пропущених м'ячів, тому для захисту титулу вирішив витрати значні кошти), в складі якого виграв титул чемпіона Ізраїлю. Разом з фланговими захисниками Джовані Росо та Янівом Катаном цементував захист клубу з Хайфи. Але не дивлячись на можливість зіграти в Лізі чемпіонів, повернувся на батьківщину. У сезоні 2004/05 перейшов в «Гуарані» (Кампінас). Після шести місяців боротьби за виживання, взимку 2006 року вирішив спробувати свої сили в Україні та перейшов до харківського «Металіста», підписав дворічний контракт. Дебютував у складі харківського клубу 12 березня 2006 року в програному (0:2) виїзному поєдинку 21-го туру української Прем'єр-ліги проти донецького «Шахтаря». Маркуш Паулу вийшов на поле на 46-ій хвилині, замінивши Андрія Хомина, але на 77-ій хвилині вже Маркуша замінив Сергій Валяєв. Цей матч виявився для бразильця єдиним у складі «Металіста». Влітку 2006 року підписав договір з «Португеза Деспортос», в якому Маркуш знову став гравцем основного складу та допоміг команді вийти до бразильської Серії A. У 2007 році перейшов в японську «Йокогаму», але його команда залишила вищий дивізіон японського футболу.
У січні 2008 року він перейшов в «Сімідзу С-Палс» в обмін на гравця Кататау (з певню доплатою). Грав роль основного опорного півзахисника команди.
До складу клубу «Форталеза» приєднався 2011 року, де і завершив свою ігрову кар'єру.

## Виступи за збірні
Протягом 1999–2000 років залучався до складу молодіжної збірної Бразилії. На молодіжному рівні зіграв у 15 офіційних матчах, забив 1 гол.
7 квітня 1999 дебютував у збірній Бразилії в матчі з США (7:0), в тому ж матчі відзначився забитим голом (на 22-ій хвилині встановив рахунок 2:0).
Того ж року у складі збірної був учасником розіграшу Кубка Америки 1999 року у Парагваї, здобувши того року титул континентального чемпіона та Кубка конфедерацій в Мексиці, де дійшов з командою до фіналу.
2000 року у складі олімпійської збірної брав участь у футбольному турнірі на Літніх Олімпійських іграх 2000 року, на якому бразильці дійшли до чвертьфіналу, в якому поступилися майбутнім переможцям турніру, Камеруну.
Всього провів у формі головної команди країни 3 матчі, забивши 1 гол. Після виступів у вересні 2000 року на Олімпіаді до національної збірної Бразилії більше не залучався.

## Титули і досягнення
«Крузейру»
- Кубок Бразилії
  -  Володар (2): 1996, 2000

- Кубок Лібертадорес
  -  Володар (1): 1997

- Рекопа Південної Америки
  -  Володар (1): 1998

- Ліга Мінейро
  -  Чемпіон (1): 1998

- Кубок Центр-Схід
  -  Володар (1): 1999

- Кубок чемпіонів Мінейру
  -  Володар (1): 1999

- Кубок Сул-Мінас
  -  Володар (1): 2001

«Маккабі» (Хайфа)
- Прем'єр-ліга
  -  Чемпіон (1): 2003/04

«Португеза»
- Ліга Пауліста — Серія A2
  -  Чемпіон (1): 2007

Бразилія
- Кубок Америки
  -  Володар (1): 1999

## Статистика

### Клубна
| Клубні виступи | Клубні виступи | Клубні виступи | Ліга  | Ліга | Кубок            | Кубок            | Кубок ліги      | Кубок ліги      | Загалом | Загалом |
| Сезон          | Клуб           | Ліга           | Матчі | Голи | Матчі            | Голи             | Матчі           | Голи            | Матчі   | Голи    |
| Японія         | Японія         | Японія         | Ліга  | Ліга | Кубок Імператора | Кубок Імператора | Кубок Джей-ліги | Кубок Джей-ліги | Загалом | Загалом |
| -------------- | -------------- | -------------- | ----- | ---- | ---------------- | ---------------- | --------------- | --------------- | ------- | ------- |
| 2007           | «Йокогама»     | Джей-ліга      | 11    | 0    | 0                | 0                | 0               | 0               | 11      | 0       |
| 2008           | Сімідзу С-Палс | Джей-ліга      | 20    | 1    | 1                | 0                | 5               | 0               | 26      | 1       |
| 2009           | Сімідзу С-Палс | Джей-ліга      | 17    | 0    | 2                | 1                | 4               | 0               | 23      | 1       |
| Країна         | Японія         | Японія         | 48    | 1    | 3                | 1                | 9               | 0               | 60      | 2       |
| Загалом        | Загалом        | Загалом        | 48    | 1    | 3                | 1                | 9               | 0               | 60      | 2       |

### У збірній
| національна збірна Бразилії | національна збірна Бразилії | національна збірна Бразилії |
| Рік                         | Матчі                       | Голи                        |
| --------------------------- | --------------------------- | --------------------------- |
| 1999                        | 2                           | 1                           |
| 2000                        | 1                           | 0                           |
| Загалом                     | 3                           | 1                           |